# 비비 렉사
비비 렉사(Bebe Rexha, 1989년 8월 30일 ~ )는 미국의 싱어송라이터이다. 비비는 가수 이전에 작곡가로 이름을 먼저 알리기 시작해, 샤이니의 "루시퍼", 에미넴과 리아나의 "The Monster", 이기 아잘레아의 "Team" 등의 곡을 썼다. 이후 데이비드 게타와 아프로잭, 니키 미나즈가 함께한 "Hey Mama"의 작사와 피쳐링으로 참여하여 본격적인 가수 활동을 시작했다. 이어 G-Eazy와의 콜라보인 "Me, Myself & I"와 마틴 게릭스와의 콜라보곡인 "In The Name of Love"를 통해 더욱 이름을 알렸다.
2015년 데뷔 EP I Don't Wanna Grow Up 을 발매했다. 2017년도에는 두 번째 EP All Your Fault : Pt.1 을 발매했고, 리드싱글인 "I Got You"는 빌보드 핫 100에 94위로 진입해 43위까지 올랐다. 2017년 8월, 세 번째 EP All Your Fault : Pt.2를 발매했으며, 이듬해인 2018년 6월 정규 데뷔 앨범 Expectations 을 발매했다.

## 어린 시절
1989년 8월 30일 미국 뉴욕 브루클린에서 태어났다. 부모님은 알바니아 출신으로 1980년대에 미국으로 이주했다. 본명 "블레타"는 알바니아어로 '꿀벌'을 뜻한다. 이 때문에 영단어 "Bee"와 비슷한 "비비"(Bebe)를 예명으로 정했다.
초등학교 때부터 시작해 트럼펫을 9년 간 연주했으며, 기타와 피아노를 독학으로 배웠다. 학창시절 합창단을 하기도 했다. 비비의 목소리는 콜로라투라 소프라노이다. NARAS 주관 "그래미 데이"에 참여해, 700여명의 경쟁자를 제치고 "Best Teen Songwriter"상을 받았다.

## 사건사고
2023년 6월 18일 공연중 객석에서 던진 휴대폰에 얼굴을 맞아 부상당하는 사고가 발생하였다.

## 음반 목록
- Expectations (2018)